# Prva srpska televizija
Prva srpska televizija (kraće Prva TV) je srbijanska privatna televizijska postaja u stopostotnom vlasništvu tvrtke Prva televizija d.o.o. koja prikazuje svoj program od 23. travnja 2003.
Do promjene naziva kanala dolazi 20. rujna 2010. u 18 sati. Raniji naziv bio je Fox Televizija. Rebranding kanala započeo je prikazivanjem pjesme Moja Prva Marije Šerifović.
Najpoznatiji projekti koji su se prikazivali na Prvoj TV su: Survivor, Big Brother, Dođi na večeru, Tko želi biti milijunaš, Večer s Ivanom Ivanovićem, Ekskluziv, Paklena kuhinja, Galileo i X Faktor. 

## Program 2023.
- Exkluziv
- Jutro, mozaično-informativna emisija
- Igra sudbine, igrana serija
- 150 minuta, informativna emisija
- Vesti, informativna emisija
- Pobednik
- MasterChef, kulinarski show[3]

## Vanjske poveznice
- Službene stranice
- Službena TV arhiva
- Društvene mreže: Facebook, X, Instagram i You Tube